# 748
Раннє Середньовіччя. Триває чума Юстиніана. У Східній Римській імперії триває правління Костянтина V. Більшу частину території Італії займає Лангобардське королівство, деякі області належать Візантії. У Франкському королівстві формально править король Хільдерих III, але фактична влада належить Піпіну Короткому. Піренейський півострів, крім Королівства Астурія, в руках маврів. В Англії триває період гептархії. Центр Аварського каганату лежить у Паннонії. Існують слов'янські держави: Карантанія та Перше Болгарське царство.
Омеядський халіфат займає Аравійський півострів, Сирію, Палестину, Персію, Єгипет, Північну Африку та Піренейський півострів. У Китаї править династія Тан. Індія роздроблена. В Японії триває період Нара. Хазарський каганат підпорядкував собі кочові народи на великій степовій території між Азовським морем та Аралом. Виник Уйгурський каганат.
На території лісостепової України в VIII столітті виділяють пеньківську й корчацьку археологічні культури. У VIII столітті тривало швидке розселення слов'ян. У Північному Причорномор'ї співіснують різні кочові племена, зокрема булгари, хозари, алани, авари, тюрки, кримські готи.

## Події
- Чума в Константинополі досягла свого піку. Щоб компенсувати втрати населення, Костянтин V переселяє в місто жителів Греції.
- Триває повстання проти Омеядів. Абу Муслім захопив Мерв і пішов на захід.
- Звільнений із в'язниці брат Піпіна Короткого Гріффон намагається знайти підтримку серед саксів та баварів. Піпін пішов на них походом і захопив Гріффона в полон. Потім від віддав йому в управління Ле-Ман на кордоні з бретонами.
- Після того як валі Єгипту заарештував патріарха Александрії, в Єгипет вторглися нубійці. Вони звільнили патріарха й змусили Єгипет укласти з ними мирну угоду.